# المسيحية في السعودية

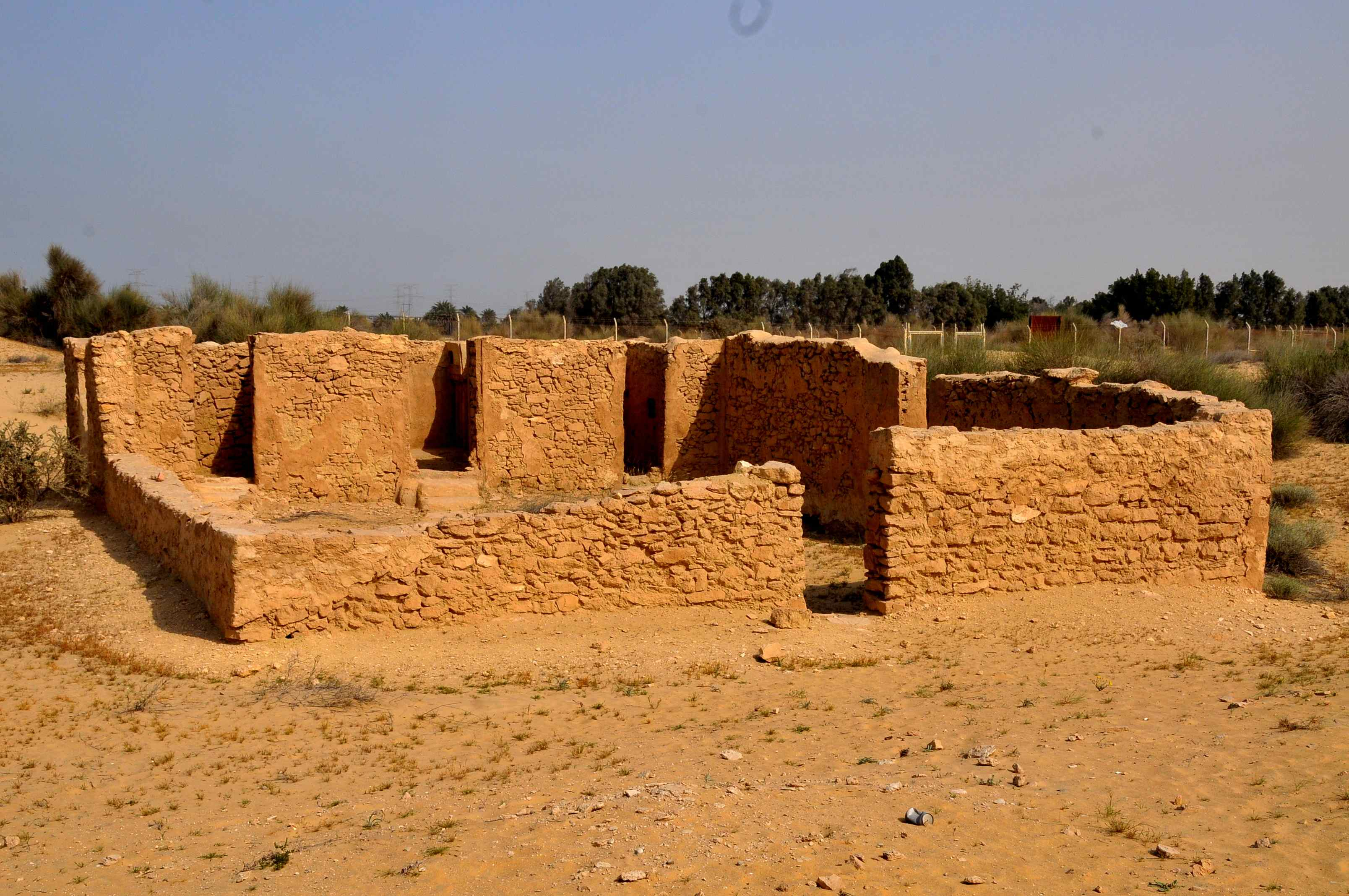
أطلال كنيسة الجبيل النسطورية في الجبيل: أُكتشفت في عام 1986.

تُشكّل المسيحية في السعودية ثاني أكثر الديانات انتشاراً بين السكان بعد الإسلام، وتتكون من الوافدين الأجانب وتُقدر بحوالي 1.5 مليون شخص. ويُسمح للمسيحيين بدخول كافة المدن السعودية عدا مدينتي مكة والمدينة المنورة. فالمسيحيون الأجانب بصفة عامة يُحق لهم ممارسة الطقوس والصلوات في منازلهم طالما هي فردية، لكن يُمنع إظهار العبادات أو تقديم الخدمات الدينية للمسيحيين علنياً أو جماعياً. وتحول المسلم إلى المسيحية أو إلى أي ديانة أخرى طبقاً لنصوص وأحكام الشريعة الإسلامية يُعد ارتداد عن الدين الإسلامي، وهي جريمة عقوبتها الإعدام في السعودية. كما ومن غير المسموح لرجال الدين المسيحيين أو غير المسلمين عموماً بدخول المملكة العربية السعودية إذا كان ذلك لغرض إجراء خدمات دينية فقط. وقد ذكرت وزارة الخارجية الأمريكية في تقريرها عن «الحرية الدينية الدولي للعام 2020» على لسان وزير خارجيتها أنتوني بلينكن، أن السعودية لا تزال «الدولة الوحيدة في العالم بلا كنيسة مسيحية» على أراضيها، رغم أن أكثر من مليون مسيحي يعيشون فيها.
يعود تاريخ المسيحية في الحجاز وبعض الأجزاء التي تشكل اليوم المملكة العربية السعودية (مثل نجران) إلى القرن الثالث حيث كان يًدين سكان بعض هذه المناطق بالمسيحية حتى القرن السابع مع ظهور الإسلام. كان هناك أيضاً بعض القبائل العربيَّة التي كانت تُدين بالمسيحية مثل بني تغلب وبني كلب والذين كانوا على مذهب المونوفيزية، واعتنقوا المسيحية منذ القرن السادس للميلاد، كما وقد أثبت مسيحية قبيلة بني بكر بن وائل وبني مضر وبني ربيعة وكذلك بني إياد. بعد وفاة النبي محمد خيّرت القبائل في شبه الجزيرة العربية بين الإسلام أو الهجرة، فأسلمت بعضها وهاجر بعضها الآخر إلى بلاد الشام وجنوب العراق وبعضها الآخر إلى الأناضول في تركيا. خلال العصر المملوكي والعثماني ضمت جدة على طائفة مسيحية يونانيَّة صغيرة العدد، عملت في التجارة، لكنها اضطرت إلى ترك المدينة بعد مذبحة جدة عام 1858. يعود الوجود المسيحي الحديث والفعلي في السعودية إلى القرن العشرين نتيجة الطفرة المالية واكتشاف النفط فيها، حيث تزايدت أعداد الوافدين المسيحيين القادمين للعمل في السعودية، ويقطن معظمهم في المدن الرئيسيَّة مثل الرياض وجدة والدمام والأحساء والظهران وغيرها.

## التاريخ

### عصر ما قبل الإسلام (الجاهلية)

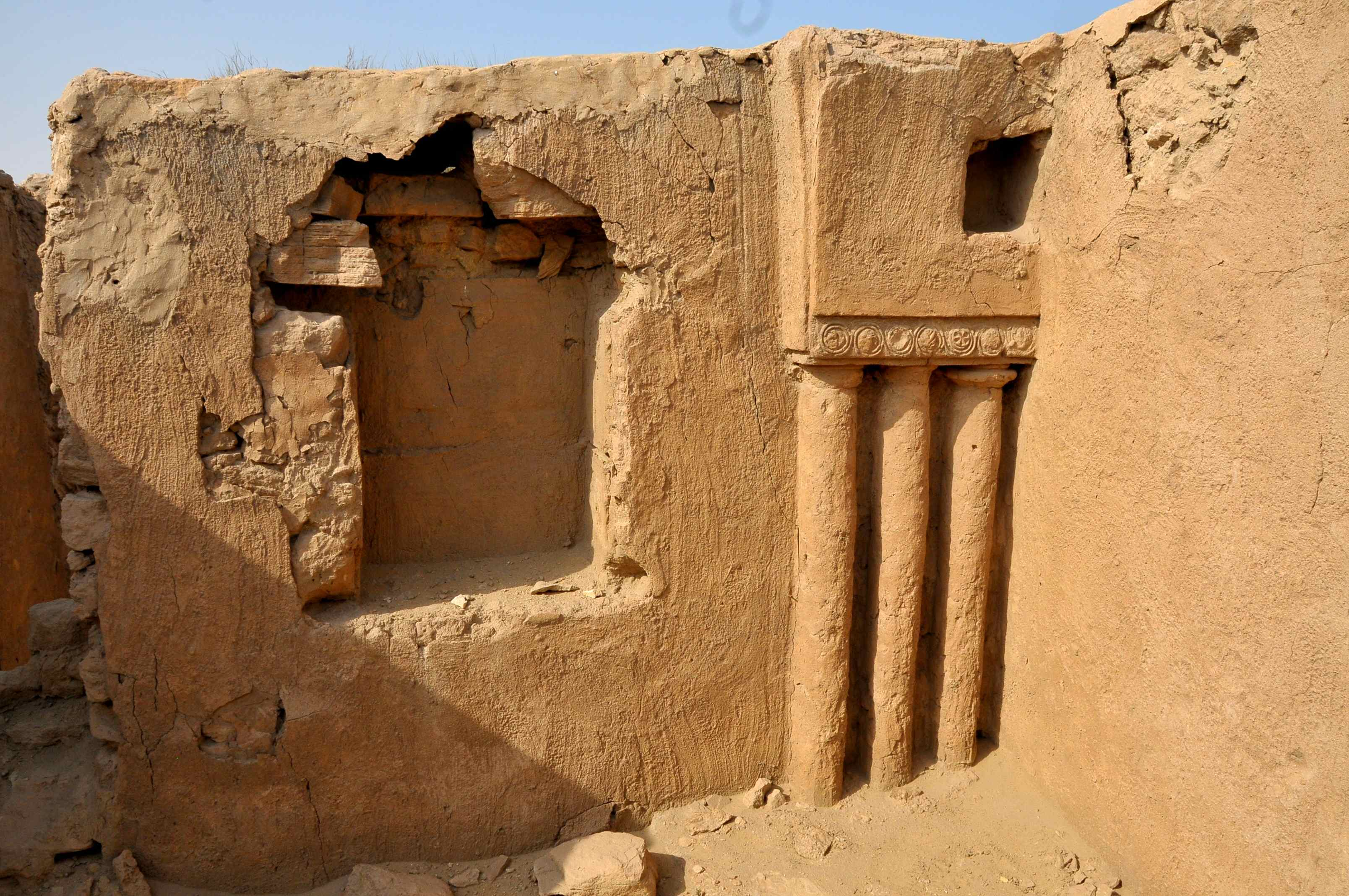
أطلال كنيسة نسطورية في الجبيل.

هناك بعض الأجزاء التي تُشكل اليوم المملكة العربية السعودية (مثل نجران) كان يدين سكانها بالمسيحية حتى القرن السابع حينما أعتنق معظم السكان الإسلام. أيضًا كان هناك بعض القبائل العربية التي كانت تتبع المسيحية مثل بني تغلب والذين كانوا على مذهب المونوفيزية، واعتنقوا المسيحية منذ القرن السادس للميلاد، وقد بلغ من قوتها أن قال أبو عمرو الشيباني فيها: «لو تأخر الإسلام لأكلت بنو تغلب الناس»، وفي القرن التاسع تحولوا إلى الإسلام أو تركوا الجزيرة العربية وذهبوا إلى الشام أو العراق حيث بقوا مسيحيين. ومن الشخصيات المسيحيَّة التغلبيّة كليب بن ربيعة وأخوه أبو ليلى المهلهل عدي بن ربيعة وشاعر المعلقة عمرو بن كلثوم والأخطل وامرؤ القيس. كما وقد أثبت مسيحية قبيلة بني بكر بن وائل وبني مضر وبني ربيعة وكذلك بني إياد، وكان ذهب المجتمع المسيحي القديم في نجران بجنوب وسط الجزيرة العربية، أقصى جنوب السعودية اليوم في صراع مع حكام اليمن «اليهود» في الفترة ما بين القرن الرابع والخامس أي قبل الإسلام.
في مكة اعتنق بنو جرهم المسيحية على يد سادس ملوكهم عبد المسيح بن باقية، وأشرفوا على خدمة البيت الحرام قسطًا من الزمن، وتنصر معهم بنو الأزد وبنو خزاعة وقد أثبت ذلك أبو الفرج الأصفهاني. ومن دلائل وجود مسيحية في مكة أيضًا مقبرة المسيحيين خارج المدينة نحو طريق بئر عنبسة كما ذكر المقدسي، فضلاً عن اعتناق هذا الدين من قبل بعض أسر قريش ومنهم عبيد الله بن جحش وعثمان بن الحويرث وزيد بن عمر وورقة بن نوفل وآخرون، ذكرهم جميعًا ابن هشام.

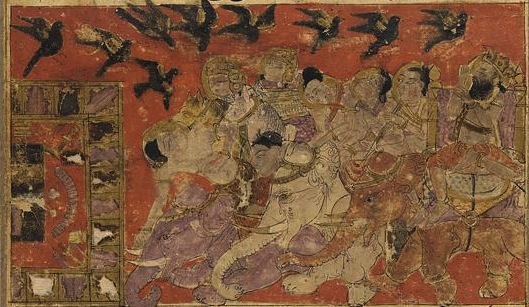
الطيور تهاجم جيش أبرهة الحبشي قرب الكعبة من كتاب تاريخنامه للبلعمي.

ويبدو أنه في المدينة المنورة كان يوجد نوع خاص من الطوائف المسيحية التي نبذتها الكنيسة الرسمية واعتبرتها هرطقة، كانت تؤله مريم العذراء وتقدّم لها القرابين، وقد ذكر هذه الطائفة عدد من المؤرخين أمثال أبيفانوس متفقًا بذلك مع ابن تيمية الذي أسماهم «المريمين»، كذلك فقد أشار الزمخشري والبيضاوي لهذه الطائفة في تفسير القرآن. إلى جانب طائفة أخرى عرفت باسم «الداوديين» لمغالاتهم في تكريم النبي داود وصنفها البعض من المؤرخين المعاصرين على أنها بدعة يهودية - مسيحية، وكشف الخوري عزيز بطرس عن وثائق تقول أنه للمشارقة أسقف في يثرب وثلاث كنائس على اسم إبراهيم وأيوب وموسى، وقال الطبري أن قبر أحد تلامذة المسيح موجود في وادي العقيق المجاور للمدينة، غير أن المسيحية ظلت فيها أقلية بل أقلية ضئيلة كما قال هنري لامنس. وبقيت قبيلة عبد القيس في شرق الجزيرة العربية في الغالب نسطورية قبل القرن السابع. وفقاً للباحث روبرت بيرترام سرجينت، قد يكون البحارنة من المستعربين من «أحفاد المتحولين من السكان الأصليين المسيحيين (الآراميين) واليهود والفرس الذين كانوا يسكنون الجزيرة والمقاطعات الساحلية المزروعة في شرق شبه الجزيرة العربية (إقليم البحرين) في وقت الفتح الإسلامي». وكانت المجتمعات المسيحية في شرق شبه الجزيرة العربية (إقليم البحرين) قبل الإسلام متنوعة عرقياً ولغوياً وكانت عبارة عن مجموعة من السكان القبليين المختلطين من المتنصرين العرب جزئياً ومن أصول أخرى والذين ربما كانوا يتحدثون لغة عربية قديمة مختلفة. وكان الناس المستقرون في البحرين قبل الإسلام من المتحدثين باللغة الآرامية وإلى حد ما من المتحدثين باللغة الفارسية، في حين عملت اللغة السريانية كلغة ليتورجية. وتشمل أراضي إقليم البحرين التاريخية دولة الكويت والأحساء والقطيف ودولة قطر بالإضافة إلى أوال (مملكة البحرين) حالياً.
كان «ابرهة الحبشي» في اليمن قد بنى كنيسة القليس ليحج إليها الناس جميعاً، فلما علم أحد رجال قبيلة كنانة بأمر هذه الكنيسة خرج إليها وأحدث فيها، فلما علم أبرهة أن أحد أهل الحرم قد أحدث في كنيسته غضب وخرج بجيشه المصحوب بالفيلة يريد تدمير الكعبة في مكة وإجبار العرب على الحج إلى كنيسته، وعندما وصل إلى مكة أبت الفيلة التقدم نحو الكعبة، وعندها أرسل الله طيوراً أبابيل تحمل معها حجارة من سجيل فدمرت أبرهه وجيشه، وفق المعتقد الإسلامي، وقد سُمي هذا العام بعام الفيل وهو العام الذي ولد فيه النبي محمد في أبريل 571م. وقد ذُكر أبرهة الحبشي وهو قائد عسكري مسيحي متدين من مملكة أكسوم وأعلن نفسه ملكا على حِميَّر في المصادر البيزنطية والسريانية ونصوص خط المسند.

### في صدر الإسلام

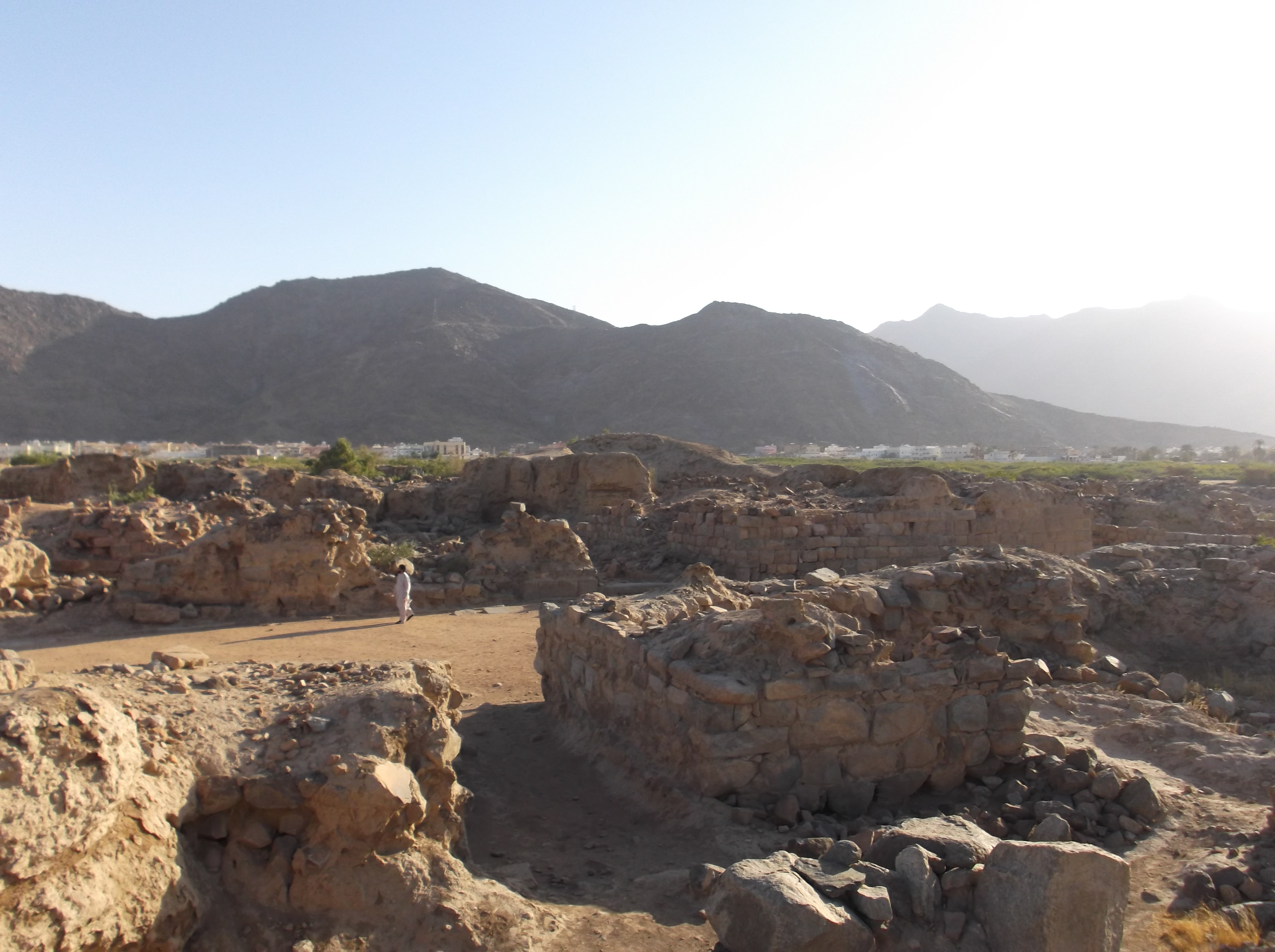
أطلال الأخدود في نجران: ضمت على طائفة مسيحية عربية مزدهرة، وعقد النبي محمد اتفاقيَّة سلميَّة معها بعد صلح نجران.

عندما ظهر الإسلام في القرن السابع واستخدم القرآن ألفاظاً مثل «نصرانية» و«عيسى بن مريم» و«يحيى» و«يونس» و«حواريين» فهو استخدم المصطلحات التي كانت شائعة بين عرب الجزيرة ولم يأت بمفردات جديدة، أي أن المسيحيين العرب حينها استخدموا هذه الألفاظ للدلالة على أنفسهم ولم يقم الإسلام سوى باستخدامها، تمامًا كمفردات أخرى ظلّت في المسيحية كما هي ووردت في القرآن أمثال «نسك» و«رهبانية»، كانت العلاقة بين النبي محمد والمسيحيين ودية للغاية، فقد تجادل عشرة أساقفة من نجران مع النبي في شؤون لاهوتية ومنحوا الأمان في دينهم لقاء ضريبة «الجزية» التي تدفع مقابل عدم الاشتراك في الخدمة العسكرية بلغت قيمتها 80 ألف درهم، ولمناسبة هذا النقاش نزل الوحي على النبي بسورة آل عمران وهي عائلة مريم العذراء في المعتقدات الإسلامية، ومن جملة الرسائل التي بعث بها النبي إلى الملوك العرب والعجم وأغلبهم من المسيحيين رسالة إلى ملك عمان جيعز بن الجلندي وهو مسيحي؛ ومع تعاظم شأن الإسلام اعتنقت عدة قبائل عربية الدين الجديد ومنهم قبيلة حنيفة في عام الوفود، إلى جانب إسلام قبيلة عبد القيس التي شكلت أغلب سكان البحرين ونواحيها، وفي العام نفسه اتفق بنو الحارث بن كعب مع النبي محمد على الاحتفاظ بدينهم كما قال ابن سعد في «كتاب الوفادات». ويرى نضال الصالح أن المسيحيين لم يكونوا في مواجهة مع الإسلام طوال البعثة النبويّة، إذ كان النبي حينها مشغولاً بمقارعة وثنيي قريش ويهود المدينة، على العكس من ذلك فقد قدمت الحبشة المسيحية ملجأ للمسلمين في بداية دعوتهم هربًا من الاضطهادات المتكررة في الحجاز. يذكر في هذا الصدد استثناء متعلق بغزوة مؤتة وغزوة ذات السلاسل اللتين حصلتا في العام الثامن من الهجرة، ولم يحقق المسلمون نصرًا، ووقفت قبائل العرب ضد الجيش الإسلامي فيها.

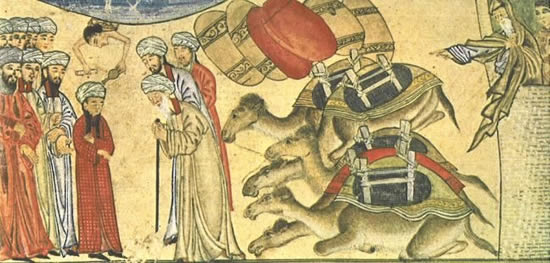
منمنمة فارسية من تبريز للراهب بحيرى؛ تعود إلى عام 1315.

بحسب المصادر الإسلامية عندما سافر النبي محمد مع عمه أبي طالب إلى الشام للتجارة، فلما نزلوا «بصرى» في الشام مرّوا على راهب اسمه «بحيرى»، وكان عالمًا بالإنجيل، فجعل ينظر إلى محمد ويتأمّله، ثم قال لأبي طالب «ارجع بابن أخيك إلى بلدك واحذر عليه اليهود فوالله إن رأوه أو عرفوا منه الذي أعرف ليبغنه عنتًا، فإنه كائن لابن أخيك شأن عظيم نجده في كتبنا وما ورثنا من آبائنا». عقد النبي محمد اتفاقية سلمية مع نصاري نجران في العام العاشر من الهجرة، وسمح للوفد النصراني من نجران بإقامة صلواتهم المسيحية في مسجده، وبحسب ما ورد كان بعض المسلمين غير مرتاحين لسماح محمد للمسيحيين بالصلاة في مسجده. وكتب لهم عهدًا جاء فيه: «ولنجران وحاشيتها جوار الله وذمة محمد النبي رسول الله على أموالهم وأنفسهم وملتهم وغائبهم وشاهدهم وعشيرتهم وبيعهم وكل ما تحت أيديهم من قليل أو كثير لا يغيب أسقف من أسقفيته ولا راهب من رهبانيته ولا كاهن من كهانته. وليس عليهم دنية ولا دم جاهلية. ولا يحشرون ولا يعشرون ولا يطأ أرضهم جيش. ومن سأل منهم حقاً فبينهم النصف غير ظالمين ولا مظلومين». دخل الجانبان في نقاش ديني لكن فشل الجانبين في إقناع الطرف الآخر، إلا أنهما توصلوا إلى علاقة مقبولة للطرفين، ودخلوا بمعاهدة سلام. أُعطي المسيحيين حرية العبادة، لكن وفقاً للمعاهدة فًرض عليهم دفع الجزية. كانت المعاهدة مهمة سياسياً واقتصادياً، حيث من خلال ترك القادة المحليين في وضعهم كما هو، قام محمد بتنمية حلفاء جدد وتسهيل تحصيل الضرائب.
وبعد وفاة النبي محمد عادت عدة قبائل كانت قد اعتنقت الإسلام إلى المسيحية ومنهم بنو عقيل سكان اليمامة فجرّد لهم أبو بكر حملة عسكرية لمحاربتهم وكان ذلك «أول حرب أهلية طائفية بين عرب مسيحيين وعرب مسلمين»؛ أما بنو كلب الذين كانوا قد انقسموا إلى فريقين قسم حافظ على المسيحية وآخر دخل في الإسلام، عادوا جميعهم إلى المسيحية فقاد خالد بن الوليد حملة عسكرية ضدهم، أفضت إلى مجزرة حيث قُتل جميع الأسرى من مسيحيي بني كلب ومعهم مجموعة قبائل متآلفة معهم في دومة الجندل ولم ينج سوى القليل. ثم جاء عمر بن الخطاب وأخرج حديثًا مفاده أنه لا يجتمع في جزيرة العرب دينان، ولذلك خيّرت القبائل بين الإسلام أو الهجرة، فأسلمت بعضها وهاجر بعضها الآخر إلى بلاد الشام وبعضها الآخر إلى الأناضول في تركيا، وحصلت معارك عسكرية في بعض المواقع؛ وكان أقسى الأمر إجلاء مسيحيي نجران عنها وقد بلغ عددهم أربعين ألف مقاتل، وربما كان سبب الإجلاء خشية تنامي نفوذهم وقوتهم. ومع ذلك، فإن تاريخية هذا الأمر موضع خلاف، وهناك دليل تاريخي على أن المسيحيين استمروا في العيش في المنطقة لما لا يُقل عن 200 عام أخرى. وقد تكون أوامر عمر بن الخطاب لم تُنفذ أو ربما طُبقت فقط على المسيحيين الذين يعيشون في نجران نفسها، وليس على أولئك الذين كانوا يعيشون حولها. هاجر البعض من مسيحيو نجران إلى بلاد الشام، على الأرجح في منطقة اللجاة وحول مدينة نجران السورية؛ لكن الجزء الأكبر منهم استقر لاحقاً في محيط الكوفة في جنوب العراق الذي كانت تقطنه أغلبيَّة مسيحيَّة، حيث احتفظت مستعمرة النجرانية لوقت طويل بذكرى تهجيرهم.

### العصر المملوكي والعثماني

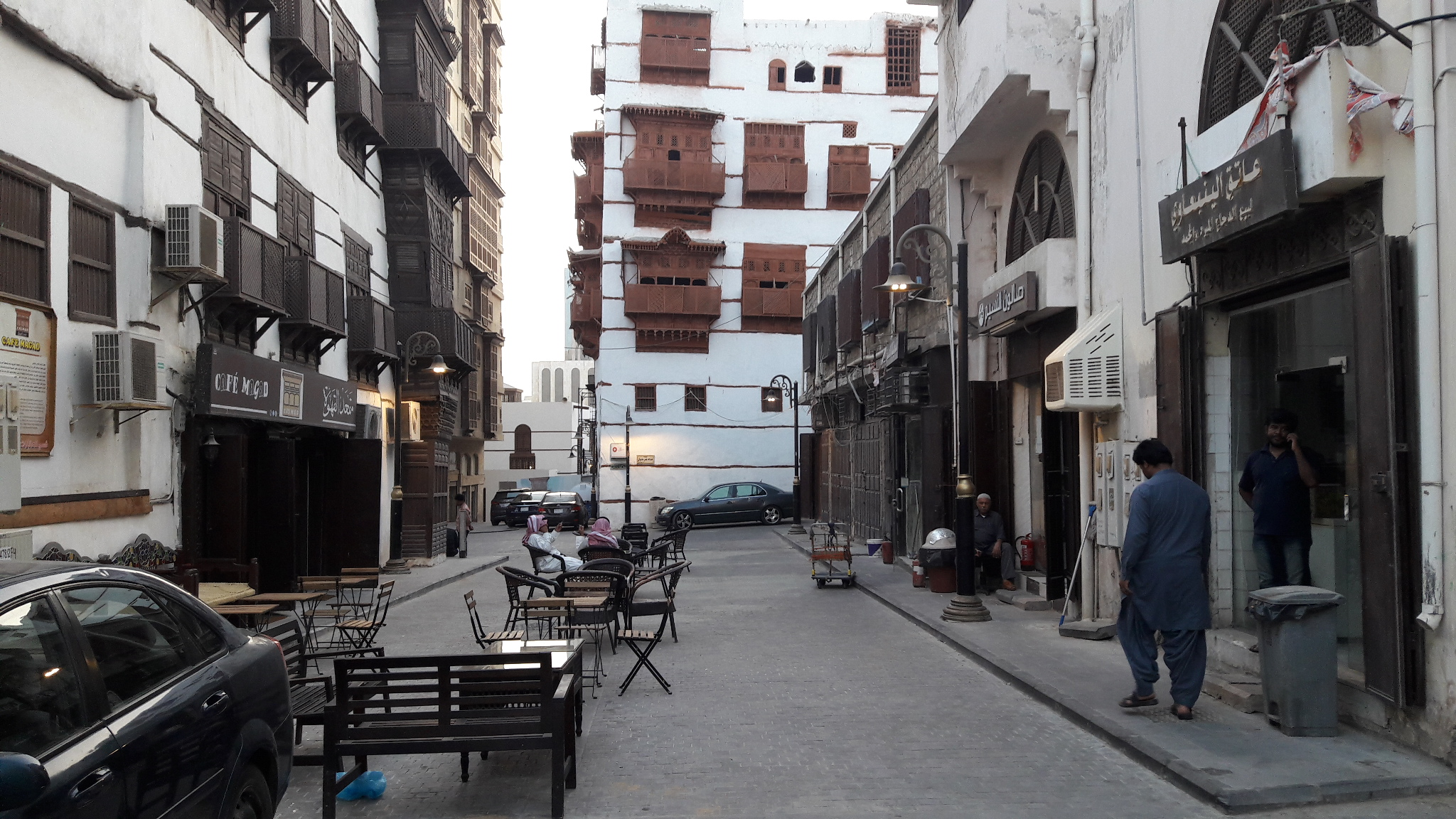
جدة التاريخية: ضمت المدينة في العصر المملوكي والعثماني على طائفة مسيحية يونانية صغيرة العدد.

عاشت في مدينة جدة الواقعة على ساحل البحر الأحمر طائفة صغيرة من المسيحيين، بحسب ما يورد الرحالة والمؤرخون في كتبهم، إذ تذكر هذه الكتب أن جالية مسيحية صغيرة، أغلبها من أصل يوناني، كامت تعيش في جدة خلال العصر المملوكي. وكان يُفرض على المسيحيين في جدة ارتداء زي معين، لتمييزهم ومنعهم من الاقتراب من منطقة باب مكة، لكن مع قدوم العثمانيين للحجاز تم إلغاء ذلك. كما كانت لهم مقابر لدفن موتاهم في جنوب جدة خارج السور، آنذاك، بالقرب من شارع الميناء حالياً. وتُشير الكتب إلى أن عدد المسيحيين الموجودين في مدينة جدة في عام 1274م كان 100 شخص تقريبًا. يشير الرحالة الفرنسي ديديه خلال زيارته جدة عام 1854م إلى مقبرة مسيحية: «إذ لم يكن يسمح بدفن المسيحيين بجدة شأن مكة المكرمة والمدينة المنورة، وكان يتم دفنهم في إحدى الجزر الصغيرة خارج جدة».
بحسب بعض المصادر التاريخية تعود تاريخ المقبرة المسيحية في جدة إلى عام 1520 ميلادي حيث كانت تُقيم في جدة أقلية مسيحية من أصل يوناني وخصصوا هذه المقبرة لموتاهم، وكان هذا في عهد حكم دولة المماليك على جدة والحجاز. وفي عهد الدولة العثمانية دُفن في هذه المقبرة القتلى من الجنود البرتغاليين اللذين كانوا يُحاصرون مدينة جدة في القرن 16 ميلادي، ودفنت في هذه المقبرة جثث بعض الجنود البريطانيين أثناء الحرب العالمية الثانية. في عام 1858 عشية مذبحة جدة ضمت المدينة على طائفة مسيحية يونانية وشاميَّة صغيرة العدد عملت في التجارة، إلى جانب أرمني عمل كسمسار عقارات.

#### مذبحة جدة عام 1858

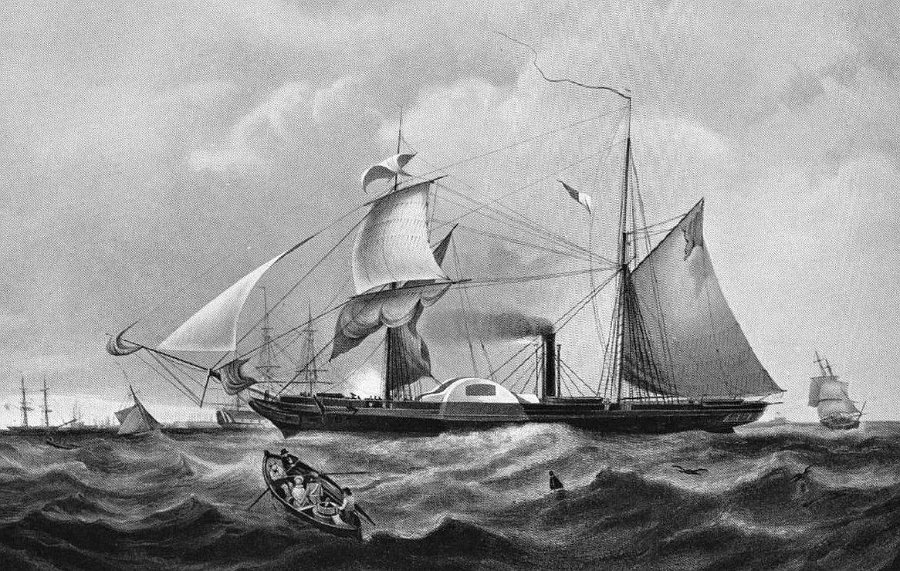
رسم تخيلي لسفينة اسیکلوب التي أنقذت بعض الناجين من مذبحة جدة.

في 15 يونيو عام 1858، ذُبح حوالي واحد وعشرين مسيحي من سكان مدينة جدة، وتم ذبح أيضًا عدد من القناصل الفرنسيين والبريطانيين، ربما انتقامًا بعد القمع من قِبل البريطانيين لثورة الهند سنة 1857. وهرب أربعة وعشرين مسيحي آخرون، معظمهم من اليونانيين والشوام، بسبب اعتبارهم جاليات «تحت الحماية البريطانية» بالإضافة إلى ابنة القنصل الفرنسي والمترجم الفرنسي.
في رواية منسوبة للمراجعة الفصلية للكنيسة الإنجليزية عام 1858، رجحت أن تكون هناك علاقة غامضة بين مذبحة جدة وبين القمع البريطاني للتمرد الهندي الذي وقع في الفترة بين 1857 وعام 1859، وكتب أحد محققي الحادثة الإنجليز بأن أحد شيوخ مدينة دلهي ربما يكون المحرض الرئيسي على المجزرة. نقلت جريدة بيرث في 22 أكتوبر 1858 أن الأحداث تم إثارتها بعد نزاع تجاري في أحد السفن بسبب العلم البريطاني على سفينة هندية، الذي سُحب ووضع مكانه العلم العثماني الذي بدوره سُحب من طرف القنصل الإنجليزي، الأمر الذي أثار أعمال شغب، وأضافت الصحيفة أن المحرضين تزايد استياءهم من وجود غير المسلمين، وعليه حدثت المجزرة. وقد نُوقشت المجزرة في مجلس العموم في يوم 12 ويوم 22 يوليو من عام 1858. بعد المذبحة لم يتبقى في المدينة سوى حفنة من التجار المسيحيين من اليوناييين والطليان، وتحول اهتمام التجار المسيحيين إلى الموانئ اليمنية أو المدن التي تقع على الساحل الغربي للبحر الأحمر.

### العصور الحديثة

#### القرن العشرين
في عام 1929، تلقى الدكتور لويس ديم أحد أعضاء الإرسالية الأمريكية العربية البروتستانتيَّة العاملين في البحرين دعوة لزيارة الإحساء من أجل معالجة الأمير سعود الابن الأكبر للملك عبد العزيز آل سعود، كما تلقى دعوة عام 1932 للتوجه إلى الطائف لمعالجة أحد أفراد العائلة المالكة. ورغم توالي رحلات المبشرين لعلاج أفراد الأسرة المالكة، ظل نشاط الإرسالية الأمريكية العربية محصوراً بالخدمة الطبية، ولم تنجح في الحصول على موافقة بالبقاء داخل شبه الجزيرة العربية بشكل دائم وإقامة منشآت ثابتة يمكن أن تؤدي إلى افتتاح محطات تبشيرية جديدة. في عام 1974 قام وفد سعودي رفيع ترأسه محمد بن علي الحركان وزير العدل في عهد الملك فيصل بن عبد العزيز آل سعود بزيارة الفاتيكان والتقى بالبابا بولس السادس من أجل التباحث معه بشأن الحوار الإسلامي المسيحي، وكانت الزيارة سابقة ّتاريخية كأول وفد سعودي رفيع يزور الفاتيكان، وأسفرت الزيارة عن صدور وثيقة تاريخية عن الفاتيكان تحت عنوان «توجهات من أجل حوار بين المسيحيين والمسلمين». وفقاً لكتاب «الملك السعودي وأنا» تزوج الملك فهد بن عبد العزيز آل سعود من جنان حرب، وهي من أصول مسيحيَّة فلسطينيَّة حاصلة على الجنسية البريطانية.

#### الأوضاع الحالية

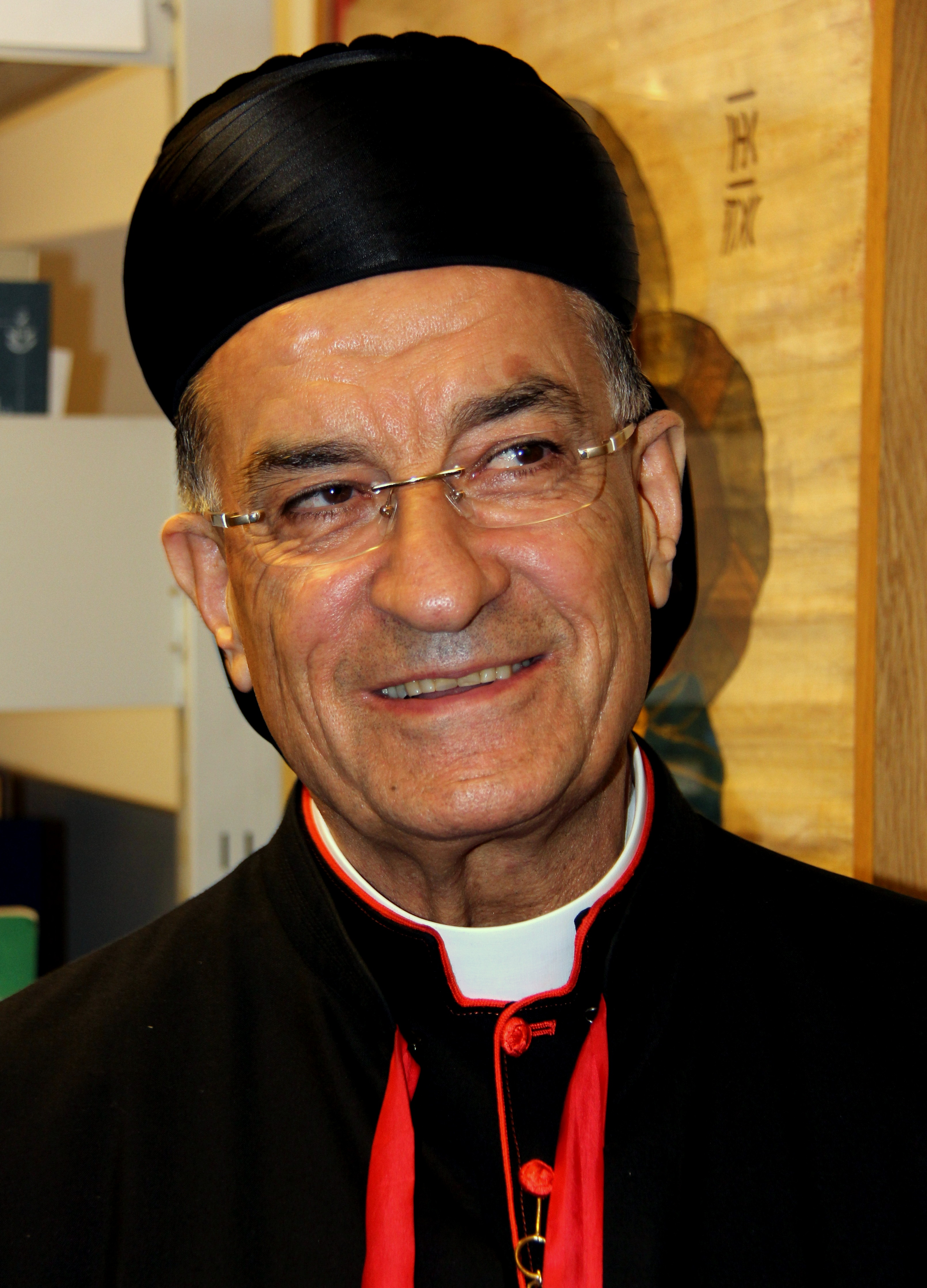
بشارة بطرس الراعي؛ كانت الزيارة الرسمية من قبله عام 2017 أمراً نادراً في تاريخ المملكة.

لا يوجد كنائس رسمية في السعودية رغم وجود كنيسة أثرية في الجبيل يسميها الناس كنيسة الجبيل السعودية اُكتشِفت عام 1986. لكن وفقًا لجمعية حماية التراث العمراني في مدينة جدة وبلدية جدة، لم يكن المنزل المهجور منذ فترة طويلة في حي البغدادية كنيسة أنجليكانية، على عكس «الأسطورة التي انتشرت على الإنترنت». ومع ذلك، وبحسب جمعية حماية التراث العمراني في مدينة جدة كان هناك مقبرة في عام 1930 لغير المسلمين في جدة. ويمارس المسيحيين عباداتهم اما عن طريق الإنترنت وغرف المحادثة أو الاجتماعات الخاصة. المسيحيون الأجانب عادةً يجتمعون في الكنيسة التي تعقد في إحدى السفارات بعد التسجيل وإظهار جوازات السفر لإثبات جنسيتهم الأجنبية أو عن طريق الجمعيات الخاصة «الغير قانونية» في البلد. التي يمكن أن تكون سببا لمداهمات الشرطة الدينية. لكن بالرغم من ذلك تداهم الشرطة الدينية المنازل لمضايقة المسيحيين حيث اجتماعات الصلاة.
تشمل تقديرات عدد المسيحيين في المملكة العربية السعودية بين 1,500,000 نسمة إلى حوالي 3,000,000 نسمة. وأغلب المسيحيين في المملكة من المقيمين. ويشتكي المسيحيون من الاضطهاد الديني من قبل السلطات. وذكر تقرير صدر عام 2006 في آسيا نيوز أن هناك «ما لا يقل عن مليون» من الرومان الكاثوليك في المملكة. ونص التقرير على أنهم «يُحرمون من الرعاية الرعوية ... ومن التعليم المسيحي لأطفالهم»، وأشار التقرير إلى اعتقال كاهن كاثوليكي بسبب إقامته لقداس في عام 2006. وفي إحدى الحالات الأخرى في ديسمبر من عام 2012، اعتقلت هيئة الأمر بالمعروف والنهي عن المنكر بالمملكة 35 من المسيحيين الإثيوبيين الذين يعملون في مدينة جدة (منهم ستة رجال وحوالي 29 امرأة كانوا يعقدون اجتماعًا أسبوعيًا للصلاة الإنجيلية) بسبب عقد تجمع خاص للصلاة. بينما كانت التهمة الرسمية هي «الاختلاط بالجنس الآخر»؛ اشتكى الجناة من أنهم قُبض عليهم بسبب صلاتهم كمسيحيين.
وفقًا لرئيس تحرير مجلة «ذي إيكونوميست»، نيكولاس بيلهام، فإن السعودية تحتوي على «ربما أكبر وأسرع مجتمع مسيحي في الشرق الأوسط»، وأن القوانين الدينية الصارمة - مثل حظر دخول المسيحيين إلى مكة والمدينة المنورة - لا يتم فرضها دائمًا: «على الرغم من أن المسيحيين ممنوعون من العبادة علنًا، إلا أن التجمعات في اجتماعات الصلاة الأسبوعية في المجمعات الأجنبية قد تكون قوية ويحضرها عدة مئات من الأشخاص».
في عام 2005 قام الوليد بن طلال بن عبد العزيز آل سعود يتمويل مركز الأمير الوليد بن طلال للتفاهم الإسلامي المسيحي بجامعة جورجتاون لتعزيز التفاهم بين الأديان ودراسة الإسلام والعالم الإسلامي، في 6 نوفمبر عام 2007 استقبل البابا بندكت السادس عشر الملك عبد الله بن عبد العزيز في القصر الرسولي في الفاتيكان. في 14 نوفمبر من عام 2017 التقى البطريرك بشارة الراعي، بطريرك الكنيسة المارونية، بالعاهل السعودي الملك سلمان بن عبد العزيز آل سعود ونجله محمد بن سلمان آل سعود، وتعد الزيارة الرسمية من قبل رجل دين بارز غير مسلم أمراً نادراً في تاريخ المملكة. وفي مارس من عام 2018 خلال زيارة محمد بن سلمان آل سعود إلى مصر، دعا فيه تواضروس الثاني بابا الكنيسة القبطية الأرثوذكسية إلى زيارة السعودية، كما وأشاد محمد بن سلمان آل سعود بزيارة الأنبا مرقس، أسقف شبرا الخيمة، إلى السعودية ثلاثة مرات خلال الفترات الماضية.
في عام 2018 ذُكر أن هيئة الأمر بالمعروف والنهي عن المنكر قد توقفت عن فرض حظر على الخدمات الدينية للمسيحيين في أي مكان في المملكة سواء علنًا أو خاصًا، ولأول مرة، تم إجراء «خدمة مسيحية موثقة» علنًا. في وقت ما قبل 1 ديسمبر من عام 2018، أقيم قداساً بحسب الطقوس القبطية في مدينة الرياض من قبل الأنبا مرقس، الأسقف القبطي لشبرا الخيمة في مصر، خلال زيارته إلى المملكة العربية السعودية وذلك وفقًا للإعلام المصري والإعلام العربي. وتمت دعوة الأنبا مرقس في الأصل إلى المملكة العربية السعودية من قبل ولي العهد محمد بن سلمان آل سعود في مارس عام 2018. وفقاً لتقارير من «ذي إيكونوميست» وغيرها فإن المملكة العربية السعودية تتجه نحو افتتاح كنائس للمسيحيين، مضيفة أن الشروع في بنائها «مسألة وقت فقط»، وتأتي هذه التقرير بعد أسابيع عن ورود تقارير إعلامية حول محادثات سرية جرت بين الفاتيكان والرياض عام 2018، لبناء كنائس في السعودية. لاحقاً قال محمد بن عبد الكريم العيسى الأمين العام لرابطة العالم الإسلامي بأنه لا توجد صفقة لبناء الكنائس بين السعودية والفاتيكان، وأنَّ «لا أساس لها»، لكنه أوضح عن توقيع مذكرة تفاهم بين المملكة والفاتيكان.

## الديموغرافيا

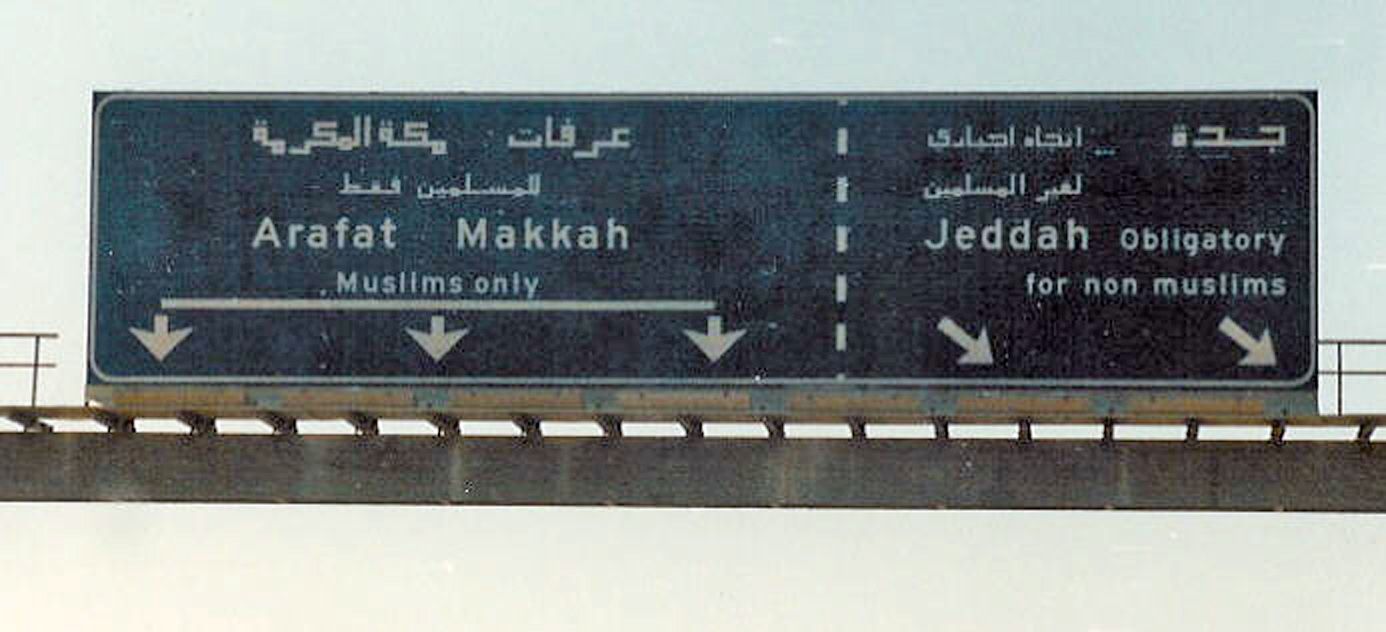
لافتة على الطريق السريع إلى مكة، تُشير إلى أن أحد الاتجاهات مخصص «للمسلمين فقط»، بينما يعد الطريق الثاني «إلزامي لغير المسلمين».

يبلغ عدد السكان في دول مجلس التعاون الخليجي بلغ نحو 46,800,000 نسمة، منهم 13 مليون وافد، يشكل المسيحيون نسبة 20% منهم، أي حوالي ثلاثة ملايين مسيحي، وتحوي السعودية أكبر تجمع مسيحي في دول مجلس التعاون الخليجي. يعيش في السعودية حوالي 1.5 مليون مسيحي، الغالبية العظمى منهم من أتباع الكنيسة الرومانية الكاثوليكية، وتعد الجاليَّة الفلبينية أكبر الجاليات المسيحية الوافدة. هناك أيضًا جاليات مسيحية من كندا، والولايات المتحدة، ونيوزيلندا، وأستراليا، وإيطاليا، واليونان، وكوريا الجنوبية، وجمهورية أيرلندا، والمملكة المتحدة، والهند، والصين، وباكستان، وسريلانكا وأندونيسيا، وماليزيا، وتايلاند، وإثيوبيا، ونيجيريا، وكينيا، ولبنان، وسوريا، والأردن ومصر. يعمل العديد من المسيحيون القادمين من الولايات المتحدة وأوروبا في الصناعات الدفاعية والبتروكيماوية والتقنية، ويحصلون عموماً على رواتب جيدة ولديهم ظروف معيشية ممتاز وسكن مع تعليم مدفوع بواسطة أرباب عملهم، وغالباً ما يعيشون في مجمعات أو أحياء سكنية مسورة. بالإضافة إلى ذلك، قدم العديد من المسيحيون المصريون والشوام لفترة طويلة إلى المملكة العربية السعودية لشغل وظائف مهنية مثل الأطباء والممرضين والمدرسين والمهندسين، وحققت الجالية المارونيَّة اللبنانية نجاحات في شتى المجالات التي أمسكوا بزمامها وتولوا إدارتها سواء كانت إدارة شركات أو مؤسسات إعلاميّة أو قيادة مؤسسات أو إقامة مشاريع. ويُميل المسيحيين الفلبينيين للعمل في قطاعات الصحة والنفط والصناعة التحويلية. ويعمل عدد من المسيحيين القادمين من أفريقيا وشبه القارة الهندية وجنوب شرق آسيا في العمالة المنزليَّة.
وفقًا لمؤسسة International Christian Concern تم احتجاز حوالي 11 مسيحي في المملكة العربية السعودية عام 2001، وذلك بسبب ممارسة شعائرهم الدينية في منازلهم. في يونيو 2004، ألقي القبض على ستة وأربعين مسيحي على الأقل في طريقة وصفتها المنظمة بأنه «كمذبحة». وكانت قد تمت هذه الاعتقالات بعد فترة وجيزة من تقارير وسائل الإعلام حول ما جرى من تدنيس للقرآن في معتقل «غوانتانامو». المنشورات الدينية وأي أشياء أخرى تخص أي ديانة غير الإسلام ممنوعة؛ ويشمل ذلك الأناجيل والكتاب المقدس والصلبان والتماثيل أو الأشياء التي تعتبر ذات دلالات دينية غير إسلامية مثل نجمة داوود أو غيرها. كما ولا يُسمح لغير المسلمين بدخول مكة.

### مسيحيون سعوديون
إلى جانب المسيحيين الوافدين الأجانب، رسميًا فإنه لا يوجد مسيحيون سعوديون، كما أن من شروط منح الجنسية السعودية هو الإسلام، ويعّد التحول الديني من الإسلام إلى أي ديانة أخرى جريمة في البلاد. وتذكر بعض المصادر أن نسبة المسيحيين بالمملكة وغالبيتهم من الأجانب حوالي 3.7%، منهم 800 ألف كاثوليكي، فيما تقول بعض المواقع المسيحية مثل World Christian Database وجود حوالي 13,000 مسلم سعودي تركوا الإسلام و«يمارسون الطقوس المسيحية سرًّا». قدرّت دراسة تابعة لجامعة إدنبرة عام 2014 عدد المسلمين المتحولين للديانة المسيحية في السعودية بحوالي 50,000 شخص، ولا تحدد الدراسة إذا كان كل هؤلاء مواطنين سعوديين أم غير ذلك من الجنسيات. وتشير دراسة من قبل جامعة سانت ماري الأمريكية والتي نشرت عام 2015 حول أعداد المسلمين المتحولين للديانة المسيحية، أن حوالي 60,000 مُسلم في السعودية تحول للديانة المسيحية بين السنوات 1960 إلى 2015، لكن الدراسة لا تحدد إذا كان كل هؤلاء مواطنين سعوديين أم غير ذلك من الجنسيات.
في عام 2012 اشتهرت قضية محاولة مغادرة امرأة سعودية تحولت للمسيحية بطريقة «غير شرعية»؛ فالمرأة السعودية (آنذاك) لا يمكنها ترك البلاد، دون موافقة من الأب أو الزوج أو ولي الأمر. وجهت محكمة سعودية لرجلين، أحدهما مسيحي لبناني، وآخر سعودي، تهمًا بإقناع المرأة للتحول إلى المسيحية، والهروب من المملكة العربية السعودية؛ لتقضي المحكمة على الأول بالسجن ست سنوات و300 جلدة، وعلى السعودي بالسجن لمدة سنتين و200 جلدة.

## الطوائف المسيحية

### الكاثوليكية
رسمياً لا يوجد مواطنين سعوديين كاثوليك، بالمقابل تضم البلاد على جالية كاثوليكية أجنبية كبيرة. تعتبر الكنيسة الكاثوليكية أكبر الطوائف المسيحية المتواجدة على الأراضي السعودية، وفقاً لتعداد لمركز بيو للأبحاث عام 2010 بلغ عدد الكاثوليك حوالي 1.05 مليون شخص أو 3.8% من مجمل سكان المملكة العربية السعودية. تتكون الجالية الكاثوليكية حصريًا من العمال المهاجرين: الكاثوليك الفلبينيين (ويشكلون نحو 85% من عدد الكاثوليك وفقًا لتقديرات عام 2010) إضافة إلى الكاثوليك الهنود، وعددهم غير معروف بالضبط. تضم البلاد أيضاً على جالية مارونيَّة لبنانية حققت نجاحات في شتى المجالات التي أمسكوا بزمامها وتولوا إدارتها سواء كانت إدارة شركات أو مؤسسات إعلاميّة أو قيادة مؤسسات أو إقامة مشاريع. لا يوجد اختصاص إقليمي للكنيسة الكاثوليكية في المملكة العربية السعودية، يتم تضمين أراضي البلاد ضمن النيابة الرسولية لشمال شبه الجزيرة العربية، ومقرها في مدينة عوالي في المملكة البحرينيَّة.
لا يوجد علاقات دبلوماسية بين المملكة العربية السعودية والكرسي الرسولي. الممثل البابوي للمسيحيين المحليين هو المبعوث الرسولي في شبه الجزيرة العربية، والذي كان مقره في الكويت ثم في البحرين لاحقاً. حدثت لحظة تاريخية في 6 نوفمبر عام 2007، عندما استقبل البابا بندكت السادس عشر الملك عبد الله بن عبد العزيز في القصر الرسولي في الفاتيكان.

### البروتستانتية

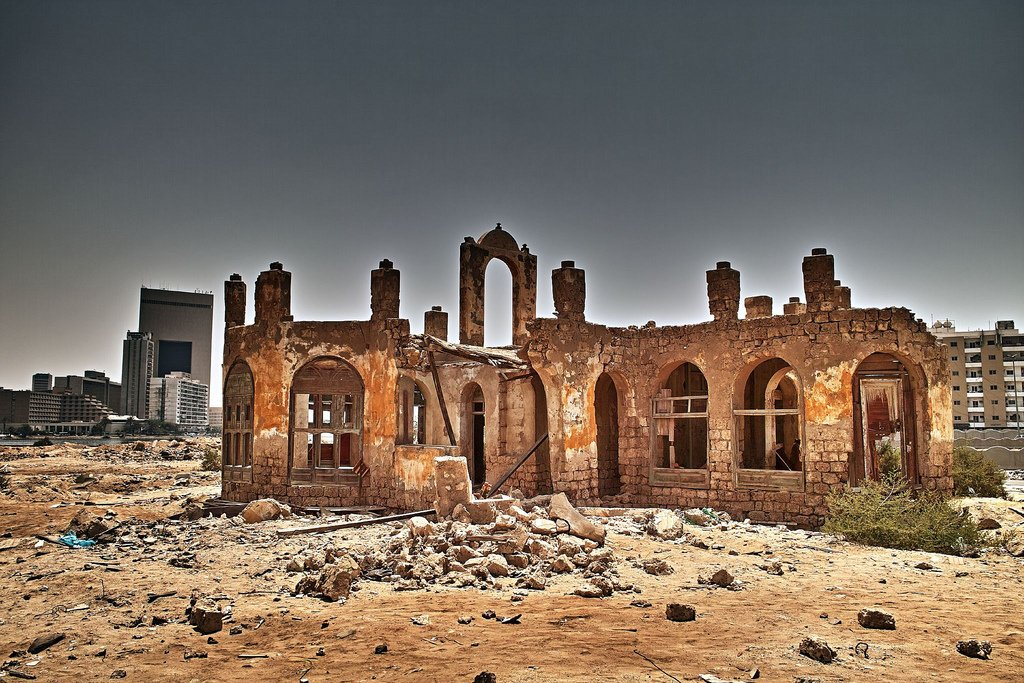
أطلال الكنيسة البروتستانتية الهولندية القديمة في مدينة جدة.

رسمياً لا يوجد مواطنين سعوديين بروتستانت، بالمقابل تضم البلاد على جالية بروتستانتية أجنبية. وفقاً لتعداد لمركز بيو للأبحاث عام 2010 بلغ عدد البروتستانت حوالي 100,000 شخص. تحظر القوانين الممارسة العامة للدين المسيحي. ومع ذلك، هناك حالات يتبنى فيها المسلم العقيدة المسيحية البروتستانتية، ممارساً سراً إيمانه الجديد. قدرّت دراسة تابعة لجامعة إدنبرة عام 2014 عدد المسلمين المتحولين للديانة المسيحية بحوالي 50,000 شخص. وتشير دراسة جامعة سانت ماري الأمريكية أن حوالي 60,000 مسلم تحول للديانة المسيحية بين السنوات 1960-2015. لكن الدراستين لا تحدد إذا كان كل هؤلاء مواطنين سعوديين أم غير ذلك من الجنسيات. وفقاً لتقرير الحرية في العالم هناك عددًا غير معروف من المتحولين من الإسلام إلى المسيحية في السعودية.

### الأرثوذكسية
رسمياً لا يوجد مواطنين سعوديين أرثوذكس، بالمقابل تضم البلاد على جالية مسيحية أرثوذكسية أجنبية. وفقاً لتعداد لمركز بيو للأبحاث عام 2010 بلغ عدد المسيحيين الأرثوذكس حوالي 50,000 شخص. تتكون الجالية الأرثوذكسية الشرقية من الروس واليونانيين والشوام (السوريين والفلسطينين والأردنيين واللبنانيين) والهنود (مسيحيو مار توما)، ويتمتع الروم الأرثوذكس ببعض القوة العدديَّة. وتتكون الجماعات الأرثوذكسية المشرقية أساساً من المصريين الأقباط والإثيوبيين والهنود.
في أبريل عام 2016، استقبل الملك سلمان بن عبد العزيز البابا تواضروس الثاني في مقر إقامته في القاهرة. لاحقاً أشارت تقارير من ديسمبر عام 2018 إلى إقامة أول قداس قبطي علناً في السعودية، حيث أعلن مطران الكنيسة القبطية الأرثوذكسية بمنطقة شبرا الخيمة وتوابعها والمشرف على الأقباط في السعودية، أنه ترأس لأول مرة قُداسَيْن «علناً» على أراضي السعودية. في عام 2020 أشارت تقارير إلى إعلان الناشطة السعودية فايزة المطيري المقيمة في كندا، تركها الإسلام وإعتناقها المسيحية الأرثوذكسية.